# 俵木浩太郎
俵木 浩太郎（たわらぎ こうたろう、1939年3月17日- ）は、日本の教育哲学者、元玉川大学教授。

## 略歴
東京生まれ。1962年慶応義塾大学法学部法律学科卒業、日東ユニカーKKで10年間のサラリーマン生活を送る。1972年同大学院教育学専攻に入学し、ひきつづき同博士課程に学ぶ。1976年ロンドン大学に留学、88年「「教育」と「好学」」で慶大教育学博士。1978年玉川大学講師となり、81年助教授、91年教授となる。

## 著書
- 『孔子と教育 「好学」とフィロソフィア』みすず書房 1990
- 『新・士道論』筑摩書房 (ちくまライブラリー) 1992　「新・武士道論」ちくま文庫
- 『平和の哲学 孔子からユネスコへ』古今書院 (ユネスコ選書)2000
- 『文明と野蛮の衝突 新・文明論之概略』2001 ちくま新書

## 論文
- <俵木浩太郎